# آدریان کول
آدریان کول (انگلیسی: Adrian Cole؛ ۱۹ ژوئن ۱۸۹۵ – ۱۴ فوریهٔ ۱۹۶۶) یک فرد نظامی اهل استرالیا بود.
وی همچنین برنده جوایزی همچون مدال صلیب پرواز ممتاز (بریتانیا) شده است.